# 雙尖中獸
雙尖中獸（Dissacus）是一類原始的中爪獸目，起源於古新世中期的亞洲。直至古新世晚期，雙尖中獸擴散至北美洲及歐洲。在歐洲發現的化石顯示雙尖中獸可能是趾行的，像後期的中國中獸及厚中獸。